# Ciudad de las almas perdidas
Ciudad de las almas perdidas (título original en inglés: City of Lost Souls) es el quinto libro de la saga Cazadores de Sombras, escrita por Cassandra Clare. Fue publicado originalmente en Estados Unidos el 8 de mayo de 2012 y en España en junio de 2012

## Argumento
Jace es ahora un sirviente del mal, vinculado a Sebastián, el verdadero hermano de Clary por toda la eternidad. Solo un pequeño grupo de cazadores de sombras cree posible su salvación. Para lograrla, deben desafiar al Cónclave, y deben actuar sin Clary. Porque Clary está jugando a un juego muy peligroso por su propia cuenta. Si pierde, el precio que deberá pagar no consiste tan solo en entregar su vida, sino también el alma de Jace.